# Победнице медитеранских игара у скоку увис
Скок увис у женској конкуренцији на програму медитеранских игара налази се од петих игара 1967. у Тунису, када су жене први пут учествовале на играма. Ово је комплетан преглед свих победница у скоку увис са постигнутим резултатима, закључно са Медитеранским играма 2013 у Мерсину. Резултати су исказани у метрима.
| Медитеранске игре            |                                                    | Резултат |                                               | Резултат |                               | Резултат |
| Тунис 1967. детаљи           | Снежана Хрепевник · СФРЈ                           | 1,70 РМИ | Ђурђа Фочић · СФРЈ                            | 1,61     | Лучијана Ђамперлати · Италија | 1,58     |
| Измир 1971. детаљи           | Снежана Хрепевник · СФРЈ                           | 1,77 РМИ | Сара Симеони · Италија                        | 1,74     | Бреда Бабошек · СФРЈ          | 1,74     |
| Алжир 1975. детаљи           | Сара Симеони · Италија                             | 1,89 РМИ | Снежана Хрепевник · СФРЈ                      | 1,80     | Ђурђа Фочић · СФРЈ            | 1,75     |
| Сплит 1979. детаљи           | Сара Симеони · Италија                             | 1,98 РМИ | Донатела Булфони · Италија                    | 1,81     | Лидија Бенедетич · СФРЈ       | 1,75     |
| Казабланка 1983. детаљи      | Мариз Еванже Епе · Француска                       | 1,89     | Биљана Бојовић · СФРЈ · Лидија Лапајне · СФРЈ | 1,86     |                               |          |
| Латакија 1987. детаљи        | Амра Темим · СФРЈ                                  | 1,87     | Биљана Петровић · СФРЈ                        | 1,84     | Ники Бакојани · Грчка         | 1,84     |
| Атина 1991. детаљи           | Сара Симеони · Италија                             | 1,90     | Ники Гавера · Грчка                           | 1,87     | Ники Бакојани · Грчка         | 1,87     |
| Лангдок-Русијон 1993. детаљи | Брита Билач · Словенија                            | 1,92     | Натали Лефебвр · Француска                    | 1,87     | Марија Мар Мартинез · Шпанија | 1,84     |
| Бари 1997. детаљи            | Антонела Бевилаква · Италија                       | 1,95     | Ники Бакојани · Грчка}                        | 1,93     | Брита Билач · Словенија       | 1,91     |
| Тунис 2001. детаљи           | Бланка Влашић · Хрватска                           | 1,90     | Невена Ленђел · Хрватска                      | 1,87     | Ана Визигали · Италија        | 1,87     |
| Алмерија 2005. детаљи        | Рут Беитија · Шпанија                              | 1,95     | Мелани Скотник · Француска                    | 1,95     | Марија Мар Мартинез · Шпанија | 1,89     |
| Пескара 2009. детаљи         | Антонијета ди Мартино · Италија                    | 1,97     | Burcu Ayhan · Турска                          | 1,89 ЛР  | Antonia Stergiou · Грчка      | 1,89     |
| Мерсин 2013. детаљи          | Ана Шимић · Хрватска · Burcu Ayhan Yüksel · Турска | 1,92     |                                               |          | Antonia Stergiou · Грчка      | 1,90 ЛРС |

## Биланс медаља
Стање после МИ 2013.
|    | Држава     |    |    |    | Укупно |
| -- | ---------- | -- | -- | -- | ------ |
| 1. | Италија    | 5  | 2  | 2  | 9      |
| 2. | СФРЈ       | 3  | 5  | 3  | 11     |
| 3. | Хрватска   | 2  | 1  | 0  | 3      |
| 4. | Француска  | 1  | 2  | 0  | 3      |
| 5. | Турска     | 1  | 1  | 0  | 2      |
| 6. | Словенија  | 1  | 0  | 1  | 3      |
| 7. | Шпанија    | 1  | 0  | 2  | 4      |
| 8. | Грчка      | 0  | 2  | 4  | 6      |
|    | Укупно (8) | 14 | 13 | 12 | 39     |